# Zenillia cuprescens
Zenillia cuprescens är en tvåvingeart som först beskrevs av Walker 1858.  Zenillia cuprescens ingår i släktet Zenillia och familjen parasitflugor. Inga underarter finns listade i Catalogue of Life.